# 英式早餐

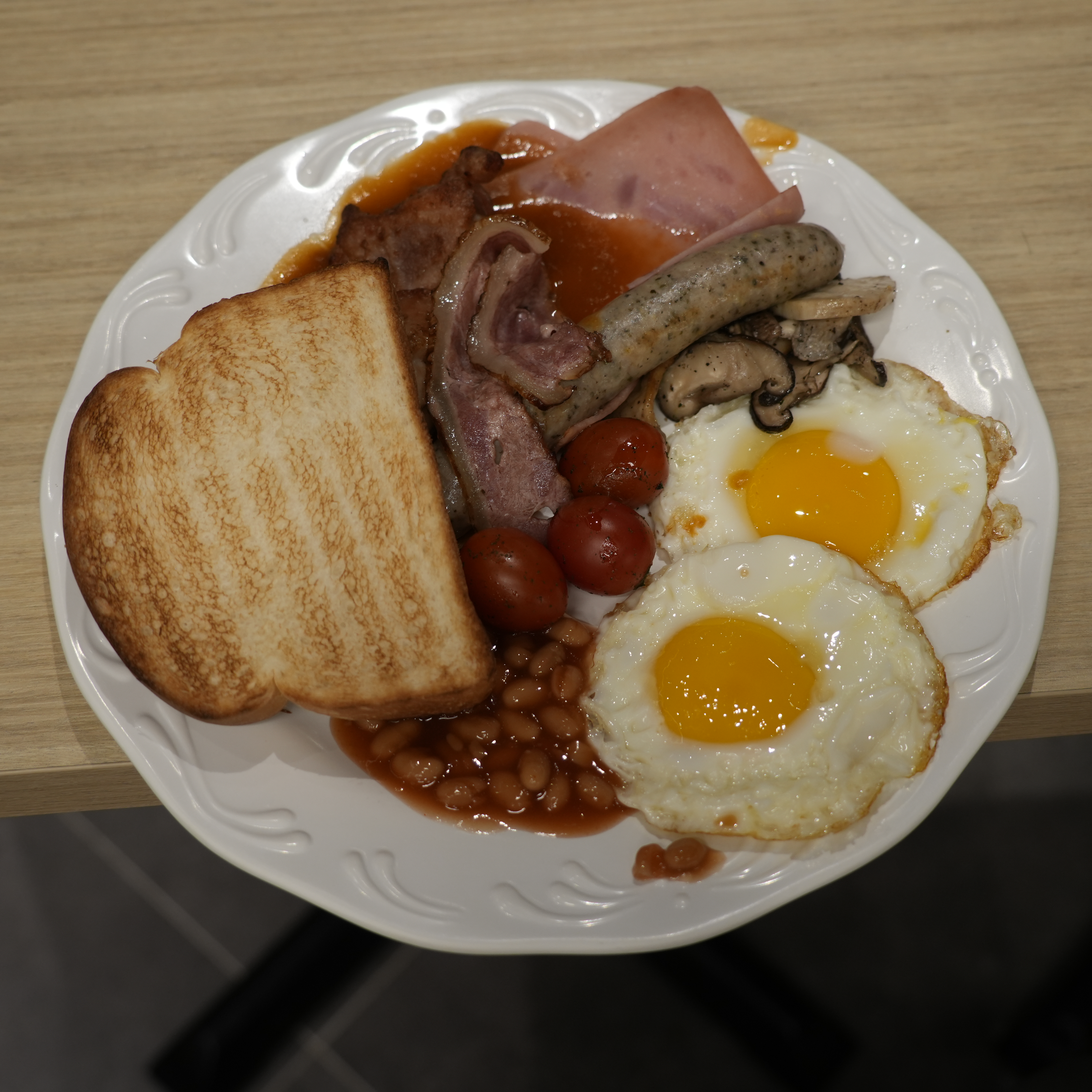
一份英式早餐

英式早餐是英國饮食文化的重要部分有蘇格蘭版本與英格蘭版本。不同于晚上才有豐富饗宴的歐洲其他國家，歐洲欧陆早餐主要是麵包加咖啡以及肉奶製品，但是英國菜正相反、該國飲食名氣雖然不大，英式早餐卻以菜点丰富著名。

## 起源
維多利亞時期之前並不受重視早餐，除了貴族以外平民都是自己手邊的農作物，隨着工業革命而興起的中產階級需要大份量早餐來儲備一日的體力好應付工作，豐盛的英式早餐逐漸成為大家一天的起點。他們的英式早餐在英国各地開始全國流行後，被用做“早餐的茶”已经有一个多世纪了，融合成了英國飲食文化的一部份。當代，许多英国酒店全日供应英式早餐。

## 英式早餐
一頓豐盛的英式早餐包括烤番茄（番茄底划十字口，入烤箱）、蘇格蘭早餐炒蛋(Scrambled egg)而英格蘭早餐則是單煎一面的太陽蛋(sunny side up)、香腸、黑布丁、炸肉排、焗豆、蘑菇、吐司或是硬麵包、麥片（搭配牛奶或果汁）諸種菜点。飲料以茶作为代表，典型的『英式早餐茶』是多种紅茶，茶浓而提神。英式早餐因應地區不同各有特色，例如愛爾蘭用到炸薯條等等。

## 英式早餐茶
英式早餐茶的特點是茶，而非歐洲流行的牛奶，這種茶是一种醇厚的饮料，带有淡淡的花香，适合配牛奶或柠檬，但牛奶和柠檬不能同时使用，柠檬富含柠檬酸，会使牛奶中的蛋白质产生絮状凝固，不利肠胃消化。它由来自不同地方的几种红茶以一定比例拼配而成，往往包括印度茶（取其浓度）、锡兰茶（取其滋味）和肯尼亚茶（取其色泽）。

## 外部鏈接
- The English Breakfast Society （页面存档备份，存于）

1. ↑  ME, JOIN. . 走起英國旅遊 JOIN ME. 2018-07-08  [2024-10-16]. （原始内容存档于2024-05-27） （中文（臺灣））.
2. ↑  . 看雜誌. 2018-04-05  [2024-10-16] （中文（繁體））.
3. ↑  . BBC 英倫網. 2015-07-13  [2022-03-10]. （原始内容存档于2022-07-16） （中文（繁體））.
4. ↑  石磊. . 知味葡萄酒. 2017-02-27  [2024-10-19]. （原始内容存档于2022-12-02） （中文（中国大陆））.
5. ↑  Passion吃喝不愁 (passionp). . passionp.pixnet.net. 2007-11-13  [2024-10-16]. （原始内容存档于2024-08-20） （中文（臺灣））.
6. ↑  . 大紀元 www.epochtimes.com. 2023-07-05  [2024-10-17]. （原始内容存档于2024-06-29） （中文（繁體））.
7. ↑  ,   [2024-10-17] （中文（中国大陆））